# Profil kandydata na kierowcę
Profil kandydata na kierowcę (PKK) – zestaw danych, umożliwiających identyfikację osób ubiegających się o wydanie uprawnień do kierowania pojazdami, przechowywanych w systemie teleinformatycznym.
Profil kandydata na kierowcę generowany jest w centralnej ewidencji kierowców przez właściwy organ zajmujący się wydawaniem prawa jazdy. W zależności od miejsca zamieszkania może to być:
- starostwo powiatowe – właściwe dla miejsca zamieszkania,
- urząd miasta – dla osób mieszkających w mieście na prawach powiatu,
- urząd dzielnicy – dla mieszkańców Warszawy[3].

## Procedura uzyskania profilu kandydata na kierowcę
W celu uzyskania profilu kandydata na kierowcę, należy udać się do właściwego dla miejsca zamieszkania wydziału komunikacji. Tam, oprócz złożenia wniosku o uzyskanie prawa jazdy, konieczne będzie przedstawienie dokumentów potwierdzających spełnienie odpowiednich wymagań:
- dowód osobisty lub inny dokument potwierdzający tożsamość,
- orzeczenie lekarskie stwierdzające brak przeciwskazań do kierowania pojazdami,
- orzeczenie psychologa (wymagane dla kategorii: C1, C, C1+E, C+E, D1, D, D1+E, D+E),
- aktualne zdjęcie w kolorze, o wymiarach 35x45 mm,
- kserokopia prawa jazdy (jeśli kandydat posiada już uprawnienia do kierowania pojazdami),
- wiza, karta pobytu lub inny dokument potwierdzający pobyt na terenie Polski powyżej 185 dni (dotyczy obcokrajowców),
- pisemna zgoda rodzica (dotyczy osób niepełnoletnich).

Na podstawie przekazanych danych urzędnik wygeneruje profil kandydata na kierowcę i przydzieli indywidualny numer identyfikacyjny.

## Zastosowanie
Profil kandydata na kierowcę wykorzystywany jest przez ośrodek szkolenia kierowców oraz ośrodek egzaminacyjny (WORD) do weryfikacji danych osób ubiegających się o prawo jazdy.
Profil stosowany jest w przypadku ubiegania się m.in. o:
- uprawnienia do kierowania pojazdami pierwszy raz,
- rozszerzenie posiadanych uprawnień,
- uzyskanie prawa jazdy bez ograniczeń (w przypadku posiadania uprawnień do kierowania pojazdami z automatyczną skrzynią biegów),
- zwrot lub przywrócenie zatrzymanych uprawnień na okres przekraczający rok,
- przywrócenie cofniętych uprawnień z powodu utraty kwalifikacji[2].

## Przechowywane dane
W profilu kandydata na kierowcę przechowuje się następujące dane:
- numer identyfikujący profil kandydata na kierowcę,
- data utworzenia profilu,
- identyfikator jednostki podziału terytorialnego,
- imię i nazwisko,
- PESEL lub serię, numer i nazwę dokumentu potwierdzającego tożsamość,
- miejsce i datę urodzenia,
- fotografia,
- wzór podpisu,
- obywatelstwo,
- adres zamieszkania,
- telefon,
- adres email (opcjonalnie),
- data zgonu,
- cel utworzenia profilu i złożenia wniosku,
- orzeczenia lekarskie stwierdzające brak przeciwskazań zdrowotnych i psychologicznych,
- pisemna zgoda rodzica (jeżeli kandydat nie ukończył 18 roku życia),
- o posiadanych uprawnieniach,
- o dokumentach stwierdzających uprawnienia,
- o ukończonym szkoleniu,
- o egzaminach państwowych,
- o zatrzymanych lub cofniętych uprawnieniach,
- o zakazie prowadzenia pojazdów[6].